# Gýgjarfoss
Der Gýgjarfoss ist ein Wasserfall in der Gemeinde Hrunamannahreppur im Hochland von Island.
Der Fluss Jökulfall á Kili stürzt hier 5 m in die Tiefe.
Der Kerlingarfjallavegur  führt vom Kjalvegur  bis in das Gebirge.
Der Gýgjarfoss liegt dicht neben dieser Straße.
Hier stürzt auch die Blákvísl, die man früher oberhalb, nahe der Fallkante furten musste, bevor dort eine Brücke errichtet wurde.